# Prairie Pothole Region

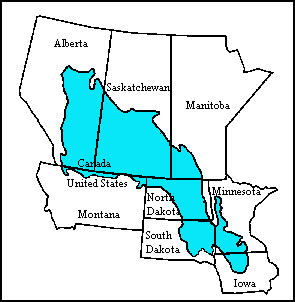
Karte der Prairie Pothole Region

Die Prairie Pothole Region ist ein großes Gebiet im Norden der Great Plains, das sich durch Tausende von Feuchtgebieten auszeichnet. Dies sind die sogenannten Potholes, deren Entstehung auf die jüngste Vergletscherungsphase zurückgeht, die vor etwa 10.000 Jahren endete. Der Eisschild formte das Gelände durch eine ungleichmäßige Ablagerung von Geschiebemergel in Grundmoränen und formte damit eine Kette von Toteisseen. 
Mehr als die Hälfte dieser Toteisseen wurden entwässert und in landwirtschaftliche Nutzflächen umgewandelt. In einigen Regionen beträgt der Verlust an Toteisseen sogar mehr als 90 Prozent. Die verbleibenden Toteisseen haben eine hohe Bedeutung für Entenvögel sowie andere Tierarten, die in ihrer Lebensweise an Gewässer gebunden sind. Für mehr als 50 Prozent der nordamerikanischen Zugvogelarten mit einem an Gewässer gebundene Lebensweise spielen diese Toteisseen eine entscheidende Rolle.
Private und staatliche Naturschutzinitiativen haben sich des Schutzes der Seen angenommen. Die von Jägern gegründete Initiative Ducks unlimited betreut über 50.000 km², die zum Teil angekauft wurden. Der United States Fish and Wildlife Service finanziert aus dem Duck Stamp-Programm den Ankauf von Waterfowl Production Areas in den Vereinigten Staaten. Duck stamps sind Gebührenmarken und müssen für die Jagd auf Wasservögel erworben werden. Mit den Erlösen wurden über 36.000 kleine und kleinste Schutzgebiete erworben.
Eine charakteristische Art dieser Region ist die Präriemöwe, deren Hauptverbreitungsgebiet sich weitgehend mit der Prairie Pothole Region deckt. Die Region hält vermutlich über 60 % der Bestände dieser Art, möglicherweise über 50 % der nordamerikanischen Bestände sind es beim Bindentaucher, der Nordamerikanischen Rohrdommel, dem Carolinasumpfhuhn, dem Indianerblässhuhn und der Trauerseeschwalbe, über 30 % bei der Kaliforniermöwe und dem Nashornpelikan. Weitere Wasservogelarten sind Stockente, Kanadapfeifente, Krickente, Spießente und Schnatterente. 